# 贵州习水嫖宿幼女案
贵州习水嫖宿幼女案是指2007至2008年发生在贵州省习水县，由政府官员多次参与、被害人众多的、恶性嫖宿（强奸）幼女案。
在中国大陆性服务业中，男性嫖客出于处女情结、自认幼女可能未能感染性病的原因，会特意选择幼女为嫖娼对象。各地女童被强迫、引诱卖淫的系列案件比比皆是。本案即此类案件典型，亦因定罪所用的嫖宿幼女罪，假定受害女童为雏妓，而被社会舆论对中国大陆强奸罪的法律定义争议。

## 涉案人
袁荣会，女，本案中组织卖淫人，该案被告。

冯支洋，男，原习水县职业高中教师，参与嫖宿幼女，该案被告。

李守民，男，原习水县移民办主任，参与嫖宿幼女，该案被告。

陈村，男，原习水县同民镇司法所干部，参与嫖宿幼女，该案被告。

黄永亮，男，原习水县社保局干部，参与嫖宿幼女，该案被告。

陈孟然，男，原习水县马临工业区国土所所长，参与嫖宿幼女，该案被告。

冯勇，男，习水县出租车司机，参与嫖宿幼女，该案被告。

母明忠，原习水县人大代表、习水县利民房地产开发公司经理，参与嫖宿幼女，另案处理。

## 经过
2007年10月，习水妇女袁荣会在县佳和市场非法经营旅社期间，与14岁的刘某及其15岁的男友袁某认识。三人商议，由刘某和男友负责寻找女学生带到袁荣会家中进行卖淫，由袁荣会提供场所并联系嫖客。袁荣会按嫖资的30％收取“卫生费”，剩余嫖资归刘某及其男友。
2007年10月至2008年7月期间，刘某及其男友在下午放学或下晚自习期间守候在学校附近，采用打毒针、拍摄裸照散播等威胁手段将女学生李某、王某、罗某等11名女生带到袁荣会家中，由袁荣会先后联系嫖客母明忠、在职教师冯支洋，在职干部陈村、黄永亮、李守明、陈孟然等前去嫖娼。其中未满14周岁的幼女3名。

## 公安机关侦查阶段
2008年8月15日，习水县公安局城西派出所接到一女子报案称女儿被强奸。
2008年10月底，公安侦破案件，共抓获涉案违法犯罪嫌疑人员21人。其中，介绍容留妇女卖淫的犯罪嫌疑人袁荣会和7名嫖宿幼女犯罪嫌疑人（其中在职公职人员5名）被依法批准逮捕，刘某及其男友因未成年被公安机关依法进行少管，10名嫖娼人员被治安处罚，1名卖淫女被公安机关收教。

## 检察机关审理阶段
2009年2月，习水人民检察院对相关犯罪嫌疑人提起公诉，县人民法院并定于4月8日进行开庭审理。
2009年4月，经公安机关补充侦查后，习水县检察院审查认为，袁荣会强迫幼女卖淫，已涉嫌强迫卖淫罪，情节特别严重，根据刑事诉讼法的规定，可能判处无期徒刑或死刑的案件应由中级法院管辖，故将全案报送遵义市检察院审查起诉。
2009年5月，遵义市检察院审查认为，根据本案的证据和事实，袁荣会的行为涉嫌强迫卖淫罪；被告人冯支洋、母明忠、陈村、冯勇、李守明、黄永亮、陈孟然等7人的行为涉嫌嫖宿幼女罪。由于冯支洋等7名被告人嫖宿幼女的犯罪行为与袁荣会强迫卖淫的犯罪行为在证据和事实上有关联，根据最高人民法院有关司法解释的规定，将冯支洋等7人嫖宿幼女犯罪与袁荣会强迫卖淫犯罪并案起诉。
2009年5月17日，遵义市人民检察院以被告人袁荣会构成强迫卖淫罪，以被告人冯支洋、母明忠、陈村、冯勇、李守明、黄永亮、陈孟然构成嫖宿幼女罪向遵义市中级人民法院提起公诉。

## 法院审理阶段及判决

### 审理阶段
2009年4月8日，贵州省习水县嫖宿幼女案在习水县人民法院进行不公开开庭审理，7名犯罪嫌疑人出庭受审，其中包括5名公职人员。案件从8日8时30分开审，直到9日零时30分结束，合议庭决定择日进行宣判。
2009年4月21日，庭审中因案件证据和事实发生变化，习水县检察院依法将全案撤回补充侦查。并因案情复杂，依据管辖权转移，改由遵义市检察院向遵义市中级人民法院提起公诉。

### 判决
2009年7月24日，贵州省遵义市中级人民法院公开宣判。

根据各被告人的犯罪事实、性质、情节和社会危害程度，依照《中华人民共和国刑法》的有关规定，以强迫卖淫罪判处被告人袁荣会无期徒刑；以嫖宿幼女罪分别判处被告人冯支洋有期徒刑14年，被告人陈村有期徒刑12年，被告人母明忠有期徒刑10年，被告人冯勇、李守明、黄永亮、陈孟然各有期徒刑7年。

《中华人民共和国刑法》（1979年7月1日第五届全国人民代表大会第二次会议通过，1997年3月14日第八届全国人民代表大会第五次会议修订，1999年12月25日第九届全国人民代表大会常务委员会第十三次会议通过修正案，2001年8月31日第九届全国人民代表大会常务委员会第二十三次会议通过修正案，2001年12月29日中华人民共和国第九届全国人民代表大会常务委员会第二十五次会议通过修正案，2002年12月28日第九届全国人民代表大会常务委员会第三十一次会议通过修正案，2005年2月28日第十届全国人民代表大会常务委员会第十四次会议通过修正案，2006年6月29日第十届全国人民代表大会常务委员会第二十二次会议通过修正案）
| 法条               | 内容 | 备注                     |
| ------------------ | --- | ------------------------ |
| 第十四条           | 明知自己的行为会发生危害社会的结果，并且希望或者放任这种结果发生，因而构成犯罪的，是故意犯罪。 | 故意犯罪                 |
| 第三百五十八条     | 组织他人卖淫或者强迫他人卖淫的，处五年以上十年以下有期徒刑，并处罚金；有下列情形之一的，处十年以上有期徒刑或者无期徒刑，并处罚金或者没收财产。（一）组织他人卖淫，情节严重的；（二）强迫不满十四周岁的幼女卖淫的；（三）强迫多人卖淫或者多次强迫他人卖淫的； | 组织卖淫罪及法定加重情节 |
| 第三百六十条第二款 | 嫖宿不满十四周岁的幼女的，处五年以上有期徒刑，并处罚金。 | 嫖宿幼女罪               |

最高人民检察院《关于构成嫖宿幼女罪主观上是否需要具备明知要件的解释》：行为人知道被害人是或者可能是不满十四周岁幼女而嫖宿的，适用刑法第三百六十条第二款的规定，以嫖宿幼女罪追究刑事责任。

## 社会影响及评价
- 中国官场，有认为与处女性交，可以改运升官的说法。各地官员向幼女“买处”案件层出不穷，本案亦被认为是典型代表[10]。
- 关于本案以嫖宿幼女罪还是以强奸罪（强奸幼女）立案、公诉及判决，受到民间及学界的广泛关注及质疑[11][12][13][14][15]。
- 本案提级审理后，仍以嫖宿幼女罪起诉成为社会关注焦点。一些专家认为，此案已引起社会极大关注，可能成为今后类似案件处理的一个标本性案件[4]。
- 本案中，被告辩护律师以“我不愿为这种人辩护”为由拒绝出庭辩护，被学者认为有违法律规定[16]。
- 全国妇联副主席、书记处第一书记黄晴宜亲自作出批示，指示权益部采取积极措施，密切关注案件的处理情况，努力维护妇女儿童的合法权益[17]。
- 中国青年报认为，习水案开创全民法官时代。民意的介入最终导致司法的公开与纠偏，而舆论监督的界限也突破以往质疑的底线，直接对司法专业判断形成干预[18]。
- 习水县县委书记李凌说，针对此案，政府及相关部门不回避，不隐瞒，及时邀请媒体对案件情况进行通报。涉案的习水县移民办主任李守民已经免除公职，县人大代表、习水县利民房地产开发公司经理母明忠已被中止代表资格[3]。此案后，开展打击卖淫嫖娼专项斗争和校园周边环境专项整治，加强学校内部管理，加大干部违法违纪案件查处力度[3]。

## 相关案件
- 2019年湖南省祁东县强奸少女案
- 岳阳廖家坡逼童为娼案
- 赵志勇等性侵女童案
- 迁安性侵案
- 邓玉娇事件
- 卢玉敏案

## 备注
1. ↑  在对本案报道中提到的[1]：包工头承认自己之所以喜欢玩“学生妹”，是因为年纪小，“比较干净”。有外地客人来，他也用“学生妹”招待。